# نهر القنطرة
القنطرة (بالصقلية:Alcàntara) هو نهر في صقلية تعود تسميته إلى قنطرة بناها العرب على النهر. ينبع النهر على الجانب الجنوبي من جبال نبرودي ويصب في البحر الأيوني في كابو سكيزو في جيارديني ناكسوس. يبلغ طول النهر 52 كم.